# Маюмба
Маюмба (фр. Mayumba) — город в южной части Габона, на территории провинции Ньянга. Административный центр департамента Нижнее Банио.

## География
Расположен на побережье Атлантического океана, на небольшом полуострове, отделённом от материка лагуной Баньо. Абсолютная высота — 0 метров над уровнем моря. В 20 км к югу от города, вблизи границы с Республикой Конго, находится национальный парк Маюмба.

## Население
По данным на 2013 год численность населения составляет 5660 человек.
Динамика численности населения города по годам:
| 1993 | 2013 |
| ---- | ---- |
| 2900 | 5660 |

## Транспорт
Маюмба является конечным пунктом на национальной трассе N6, следующей вглубь страны, вплоть до города Ластурвиль.